# Cottoperca gobio
Cottoperca gobio is een straalvinnige vissensoort uit de familie van ijsvissen (Bovichtidae). De wetenschappelijke naam van de soort is voor het eerst geldig gepubliceerd in 1861 door Albert Günther.
Günther schreef dat er twee specimens van deze soort in het British Museum waren. Een daarvan was een opgezet exemplaar, afkomstig uit Port Famine, een baai aan de noordkust van Straat Magellaan (in Chili bekend als Puerto del Hambre, ongeveer 60 km ten zuiden van Punta Arenas).